# 学校法人共栄学園 (東京都)
学校法人共栄学園（きょうえいがくえん）は、東京都葛飾区に法人本部をおく学校法人。

## 設置校
- 共栄大学（埼玉県春日部市）
- 共栄学園中学高等学校（東京都葛飾区）
- 春日部共栄中学高等学校（埼玉県春日部市）
- 共栄幼稚園（東京都葛飾区）

## かつて存在した設置校
- 共栄学園短期大学（埼玉県春日部市）(2012年閉校)

## 沿革
- 1933年（昭和8年） - 岡野弘・さく夫妻が和裁塾を開設
- 1939年（昭和14年） - 南葛飾郡本田町に本田裁縫女子学校を開校
- 1942年（昭和17年） - 財団法人共栄女子商業学校を設立
- 1946年（昭和21年） - 財団法人共栄高等女学校に改称
- 1947年（昭和22年） - 共栄学園中学校設置
- 1948年（昭和23年） - 共栄学園高等学校設置
- 1950年（昭和25年） - 学校法人共栄学園に改称
- 1954年（昭和29年） - 共栄幼稚園設置
- 1977年（昭和52年） - 春日部共栄高等学校設置
- 1984年（昭和59年） - 共栄学園短期大学設置
- 2001年（平成13年） - 共栄大学設置
- 2003年（平成15年） - 春日部共栄中学校設置
- 2012年（平成24年） - 共栄学園短期大学閉校

## 歴代理事長一覧
| 代   | 氏名     | 就任時期        | 略歴                                 |
| ---- | -------- | --------------- | ------------------------------------ |
| 初代 | 岡野弘   | 1942年 - 1965年 | 和裁塾設立者                         |
| 2代  | 岡野さく | 1968年 - 1984年 | 和裁塾設立者、勲五等                 |
| 3代  | 岡野實   | 1984年 -        | 共栄学園中学高等学校校長、旭日中綬章 |